# Ritorno in Paradiso
Ritorno in Paradiso (Return to Paradise) è una serie televisiva australiano-britannica e secondo spin-off della longeva serie Delitti in Paradiso, trasmessa in Australia su ABC dall'8 settembre 2024 , nel Regno Unito su BBC One dal 22 novembre 2024. In Italia è trasmessa su Rai 2 dall'8 gennaio 2025.

## Trama
Mackenzie Clarke, ispettrice della Metropolitan Police di Londra, torna a Dolphin Cove dopo anni trascorsi a Londra, dopo essere stata accusata di manomissione di prove. Senza un'idea chiara su quale sarà il suo prossimo passo, riceve un'opportunità da Philomena, la sergente di polizia responsabile della stazione locale. Mackenzie viene coinvolta nell'indagine su diversi omicidi avvenuti nella zona e utilizza le sue abilità investigative per assicurare i colpevoli alla giustizia.

## Episodi
| Stagione       | Episodi | Prima TV Australia | Prima TV Regno Unito | Prima TV Italia |
| -------------- | ------- | ------------------ | -------------------- | --------------- |
| Prima stagione | 6       | 2024               | 2024                 | 2025            |

## Personaggi e interpreti
- Mackenzie Clarke interpretata da Anna Samson, ispettore della polizia metropolitana di Londra;
- Colin Cartwright interpretato da Lloyd Griffith, detective della locale stazione di polizia di Dolphin Cove;
- Glenn Strong interpretato da Tai Hara, medico legale e quasi marito di Mackenzie;
- Philomena Strong interpretata da Catherine McClements, sergente e capo della locale stazione di polizia e madre di Gleen Strong;
- Reggie Rocco interpretata da Celia Ireland, insegnante in pensione e volontaria alla stazione di polizia;
- Felix Wilkinson interpretato da Aaron L. McGrath, agente di polizia;
- Daisy Dixon interpretata da Andrea Demetriades, attualmente nuova fidanzata di Glenn

Fra i personaggi ricorrenti compare l'ispettore Jack Mooney, protagonista di quattro stagioni di Delitti in Paradiso,  interpretato da Ardal O'Hanlon.

## Distribuzione
Il 21 novembre 2024 la serie è stata rinnovata per una seconda stagione. e le riprese sono partite ad aprile 2025. 